# .pro

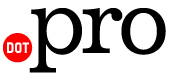
لوگو رسمی دامنه

دامنه ‎.pro‏ یک دامنه سطح‌بالای عمومی در سامانه نام دامنه اینترنت است. این نام از ابتدای کلمه حرفه‌ای (به انگلیسی: professional) ایجاد شده که نشان‌دهنده آن است استفاده از این دامنه برای واجدشرایط حرفه‌ای‌ها است.